# Gabriel Jaime Franco
Gabriel Jaime Franco Uribe. Es un poeta de Colombia, cofundador del Festival Internacional de Poesía de Medellín, nacido en Medellín en 1956. En compañía del poeta Fernando Rendón, ha desarrollado una valiosa labor de difusión de la poesía contemporánea del mundo y del país. Es la suya una voz definida entre la incertidumbre metafísica y el testimonio de la oscura realidad social vivida en Colombia durante los últimos decenios. Sus textos han sido traducidos al inglés, alemán, francés y sueco.

## Obras
- En la ruta del día (1989)
- La tierra de la sal (1993)
- Reaprendizaje del alfabeto (1996)
- Las voces escindidas (1998)
- La tierra memorable (2006)
- Diario del incierto (2008)

## Antologías
- Disidencia del limbo (1981)
- Cinco poetas jóvenes (1985)
- Poetas en abril (1985 y 1987)
- Para conocernos mejor (Brasil, Colombia, 1995)
- Postal de fin de siglo (1996)
- Quién es quién en la poesía colombiana (1998)
- Antología de la poesía colombiana (1998)
- Nuevos poetas colombianos (España, 2007)
- Antología de la nueva poesía colombiana (Venezuela, 2008)

## Premios
- Premio nacional de poesía Fuego en las palabras, 1996
- Beca nacional de Colcultura, 1998
- En 2006 recibió por la Corporación de Arte y Poesía Prometeo, junto a Fernando Rendón, el Premio Nobel Alternativo de la Paz.